# Andé
Andé is een gemeente in het Franse departement Eure (regio Normandië). De plaats maakt deel uit van het arrondissement Les Andelys. Andé telde op 1 januari 2022 1.324 inwoners.

## Geografie
De oppervlakte van Andé bedroeg op 1 januari 2022 5,31 vierkante kilometer; de bevolkingsdichtheid was toen 249,3 inwoners per km².

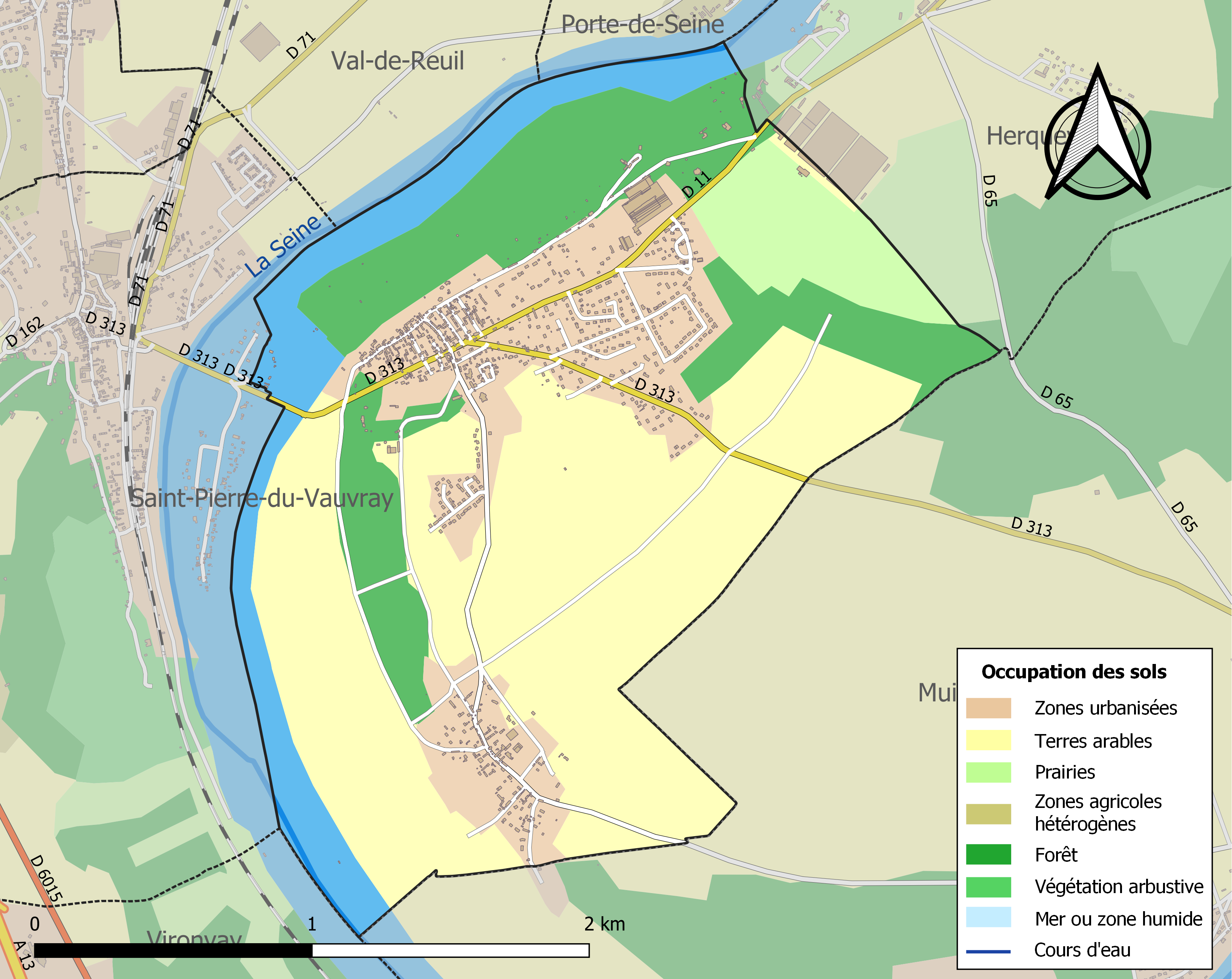
Kaart van de gemeente met belangrijkste infrastructuur, bodemgebruik en omliggende gemeenten

## Demografie
Onderstaande figuur toont het verloop van het inwonertal (bron: INSEE-tellingen).